# Ashley Cole
Ashley Donovan Cole (Stepney, Londres, 20 de desembre del 1980) és un exfutbolista anglès d'ascendència barbadiana que va acabar la seva carrera al Derby County de l'EFL League 2 del Regne Unit i va ser internacional amb Anglaterra. Va estar casat amb la cantant anglesa Cheryl Cole (Cheryl Tweedy) des del juliol de 2006 fins que el matrimoni es divorcià el setembre de 2010. Va fer el seu debut a la lliga anglesa amb l'Arsenal FC davant del Middlesbrough amb tan sols divuit anys i jugant com a davanter. En el moment de la seva retirada, era el lateral amb més partits internacionals de la història de la selecció anglesa.

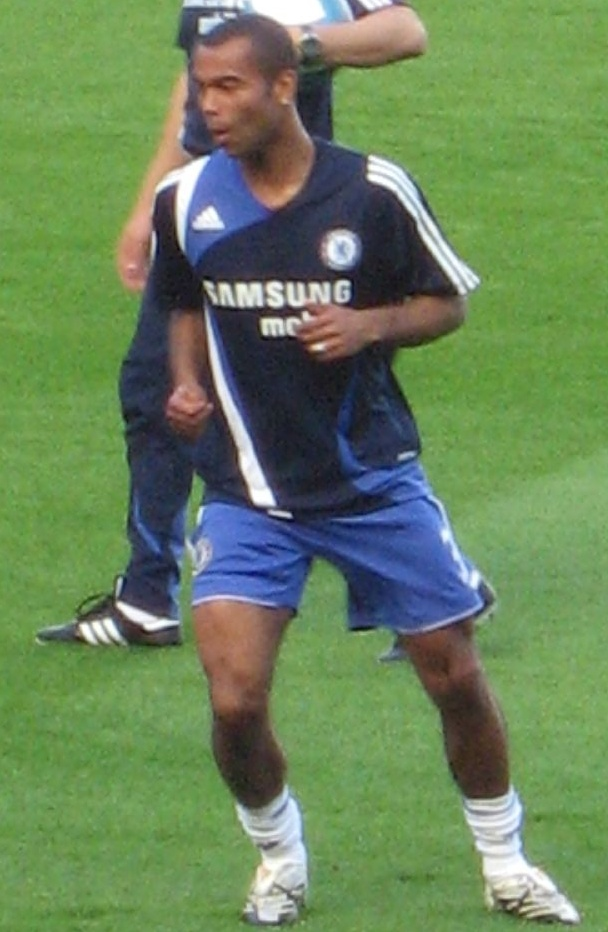
Ashley Cole

## Internacional
Cole va debutar amb la selecció anglesa el juny de l'any 2001 davant d'Albània en un partit de la fase de classificació per la Copa del món de l'any següent Ashley Cole ha participat en els Mundials dels anys 2002 i 2006. També ho ha fet en l'Eurocopa de Portugal l'any 2004.

## Clubs
Ashley Cole només ha jugat en equips de la ciutat de Londres. L'Arsenal FC va ser el primer club que el va donar a conèixer i el va fer debutar a la Lliga anglesa l'any 1999. Posteriorment l'any 2000 va anar cedit al Crystal Palace FC per fer unes actuacions futbolístiques una mica discretes. La següent temporada va retornar a l'Arsenal FC per consolidar-se poc després com un del millors jugadors del món en la seva posició. Finalment l'any 2006 coincidint amb l'acabament del passat mundial d'Alemanya el Chelsea FC i l'Arsenal FC van arribar a un acord pel traspàs de l'anglès a l'equip presidit per Roman Abramóvitx. En les negociacions va ser inclòs el pas de William Gallas a l'Arsenal FC.

## Palmarès
Arsenal FC
- 2 Premier League: 2001/02 i 2003/04
- 3 FA Cup: 2001/02, 2002/03 i 2004/05
- 2 Community Shield: 2002 i 2004

Chelsea FC
- 1 Lliga de Campions de la UEFA: 2011/12
- 1 Lliga Europa de la UEFA: 2012/13
- 1 Premier League: 2009/10
- 4 FA Cup: 2006/07, 2008/09, 2009/10 i 2011/12
- 1 Carling Cup: 2006/07
- 1 Community Shield: 2009